# Bada Khola
Bada Khola (nep. बडा खोला) – gaun wikas samiti w zachodniej części Nepalu w strefie Bheri w dystrykcie Dailekh. Według nepalskiego spisu powszechnego z 2011 roku liczył on 588 gospodarstw domowych i 2775 mieszkańców (1526 kobiet i 1249 mężczyzn).